# Галловелл (Мен)
Галловелл (англ. Hallowell) — місто (англ. city) в США, в окрузі Кеннебек штату Мен. Населення — 2570 осіб (2020).

## Географія
Галловелл розташований за координатами 44°17′14″ пн. ш. 69°49′5″ зх. д. / 44.28722° пн. ш. 69.81806° зх. д. (44.287241, -69.818040).  За даними Бюро перепису населення США в 2010 році місто мало площу 15,78 км², з яких 15,22 км² — суходіл та 0,55 км² — водойми.

## Демографія
Згідно з переписом 2010 року, у місті мешкала 2381 особа в 1193 домогосподарствах у складі 556 родин. Густота населення становила 151 особа/км².  Було 1329 помешкань (84/км²).
Расовий склад населення:
| - 95,5 % — білих - 1,5 % — азіатів - 0,7 % — чорних або афроамериканців - 0,5 % — корінних американців |

До двох чи більше рас належало 1,7 %. Частка іспаномовних становила 1,1 % від усіх жителів.
За віковим діапазоном населення розподілялося таким чином: 14,0 % — особи молодші 18 років, 61,5 % — особи у віці 18—64 років, 24,5 % — особи у віці 65 років та старші. Медіана віку мешканця становила 50,5 року. На 100 осіб жіночої статі у місті припадало 86,3 чоловіків;  на 100 жінок у віці від 18 років та старших — 82,5 чоловіків також старших 18 років.
Середній дохід на одне домашнє господарство  становив 62 187 доларів США (медіана — 48 971), а середній дохід на одну сім'ю — 78 018 доларів (медіана — 63 292). Медіана доходів становила 55 197 доларів для чоловіків та 38 977 доларів для жінок. За межею бідності перебувало 11,7 % осіб, у тому числі 19,1 % дітей у віці до 18 років та 7,9 % осіб у віці 65 років та старших.
Цивільне працевлаштоване населення становило 1205 осіб. Основні галузі зайнятості: освіта, охорона здоров'я та соціальна допомога — 31,2 %, роздрібна торгівля — 10,8 %, публічна адміністрація — 10,4 %.